# Liste des œuvres d'art de Caen
Pour un article plus général, voir Liste d'œuvres d'art public dans le Calvados.
Cet article recense les œuvres d'art dans l'espace public de Caen, en France.

## Liste
Les œuvres sont classées par ordre chronologique d'installation, dans la mesure des informations disponibles.

### Sculptures
| Œuvre                                                               | Auteur                                               | Localisation                                                                                  | Notes | Installation | Coordonnées                        | Illustration                                                        |
| ------------------------------------------------------------------- | ---------------------------------------------------- | --------------------------------------------------------------------------------------------- | --- | ------------ | ---------------------------------- | ------------------------------------------------------------------- |
| Buste de Jean Eudes                                                 | À déterminer                                         | Boulevard de la Paix                                                                          | Représente Jean Eudes. | À déterminer | 49° 11′ 14″ nord, 0° 20′ 05″ ouest | Buste de Jean Eudes                                                 |
| Statue de Louis XIV                                                 | Louis Petitot                                        | Sur la place Saint-Sauveur                                                                    | Inscrit MH (2006). | 1961         | 49° 10′ 58″ nord, 0° 22′ 08″ ouest | Statue de Louis XIV                                                 |
| Centaure et Bacchante                                               | Arthur Le Duc                                        | Dans un des jardins du Mémorial                                                               | | 1990         | 49° 11′ 51″ nord, 0° 23′ 06″ ouest | Centaure et Bacchante                                               |
| Monument à Demolombe                                                | Edmond de Laheudrie                                  | Dans le square de la place de la République                                                   | | 1905         | 49° 10′ 54″ nord, 0° 21′ 47″ ouest | Monument à Demolombe                                                |
| Statue de du Guesclin                                               | Arthur Le Duc                                        | Sur la place Saint-Martin                                                                     | Inscrit MH (2006). | 1922         | 49° 11′ 02″ nord, 0° 22′ 12″ ouest | Statue de Bertrand du Guesclin                                      |
| Statue de François de Malherbe,                                     | Raymond Martin, d'après des études de Robert Wlérick | Sur la place Pierre-Bouchard                                                                  | Représente François de Malherbe. Remplace celle réalisée par Antoine Laurent Dantan en 1847, fondue sous le régime de Vichy, dans le cadre de la mobilisation des métaux non ferreux. Érigée en 1953 sur le piédestal de la statue d'Élie de Beaumont sur la place Saint-Sauveur. Elle en est retirée en 1961 pour que la statue de Louis XIV y soit installée. Elle est installée à son emplacement actuel à la demande de la Société des antiquaires de Normandie. | 1973         | 49° 11′ 01″ nord, 0° 21′ 53″ ouest | Statue de François de Malherbe                                      |
| Buste de Camille Blaisot                                            | Serge Zélikson                                       | Dans le square Camille-Blaisot                                                                | Représente Camille Blaisot. Une copie est érigée en 1960 à Vimont. | 1954         | 49° 11′ 01″ nord, 0° 22′ 02″ ouest | Buste de Camille Blaisot                                            |
| Gravures de personnages historiques normands                        | Charles-Émile Pinson                                 | Campus 1 de l'université, sur les piliers sous la galerie vitrée                              | | 1955         | 49° 11′ 26″ nord, 0° 21′ 52″ ouest | Gravures de personnages historiques normands                        |
| Phénix                                                              | Louis Leygue                                         | Campus 1 de l'université, vers l'esplanade de la Paix                                         | | 1958         | 49° 11′ 21″ nord, 0° 21′ 50″ ouest | Phénix                                                              |
| Calvaire Saint-Pierre                                               | Anna Quinquaud                                       | Rue de la Délivrande, à l'intersection de la rue du moulin au Roy et de l'avenue de Bruxelles | | 1962         | à géolocaliser                     | Calvaire Saint-Pierre                                               |
| Statue équestre de Jeanne d'Arc,                                    | Joseph Ebstein                                       | Sur la place de la Résistance                                                                 | Érigée en 1931 à Oran. | 1964         | 49° 10′ 51″ nord, 0° 21′ 20″ ouest | Statue équestre de Jeanne d'Arc                                     |
| Les techniques                                                      | Yvonne Guégan                                        | Rue de la Délivrande, no 130, dans le mur à gauche de l'entrée du lycée Laplace               | Douze panneaux en céramique : le nivellement, la menuiserie, l’électricité, le manipulateur, le moteur, le plan, le paveur, l’enclenchement, les travaux publics, la photographie, le peintre en bâtiment, et les lettres. | 1966         | 49° 11′ 46″ nord, 0° 21′ 35″ ouest | Les techniques                                                      |
| Buste de Charles Lemaître (d)                                       | Pierre Godard                                        | Dans le jardin des plantes                                                                    | Représente Charles Lemaître. Remplace celui réalisé par Charles Lemarquier en 1932, fondu sous le régime de Vichy, dans le cadre de la mobilisation des métaux non ferreux. | 1981         | 49° 11′ 24″ nord, 0° 22′ 22″ ouest | Buste de Charles Lemaître                                           |
| Pierre tournée                                                      | Peter Briggs                                         | Dans le jardin des plantes                                                                    | | 1982         | 49° 11′ 24″ nord, 0° 22′ 22″ ouest | Pierre tournée                                                      |
| L'épilogue est notre prologue                                       | Jill Tweed                                           | Dans le parc Michel-d'Ornano                                                                  | Offerte par la population du Hampshire à celle de Basse-Normandie, en commémoration des événements de 1944. | 1994         | 49° 11′ 19″ nord, 0° 20′ 55″ ouest | L'épilogue est notre prologue                                       |
| L'art au service de la science                                      | Jean-Paul Begot                                      |                                                                                               | Dédié à son fils Steven. | 1994         | 49° 11′ 24″ nord, 0° 22′ 22″ ouest | L'art au service de la science                                      |
| Sans titre                                                          | Christophe Cuzin                                     | Abbaye aux Hommes                                                                             | | 2001         | 49° 10′ 52″ nord, 0° 22′ 11″ ouest | Sans titre                                                          |
| Les Soupirs de pierre                                               | Rebecca Horn                                         | Palais de justice, place Gambetta                                                             | | 2001         | 49° 10′ 46″ nord, 0° 21′ 58″ ouest | Les Soupirs de pierre                                               |
| Non-violence                                                        | Copie d'après Carl Fredrik Reuterswärd               | Mémorial, à droite de l'entrée, au bord de l'esplanade général Eisenhower                     | | 2005         | 49° 11′ 52″ nord, 0° 23′ 04″ ouest | Non-violence                                                        |
| Le Grand Guerrier,                                                  | Antoine Bourdelle                                    | Dans l'enceinte du château, entre le musée des Beaux-Arts et le musée de Normandie            | Étude pour le monument aux morts de la guerre de 1870 de Montauban. Dépôt du musée Bourdelle. Retirée de novembre 2022 à 2025 et placée dans le cloître de l'abbaye aux Hommes, pendant les travaux de réaménagement du château. | 2007         | 49° 11′ 08″ nord, 0° 21′ 44″ ouest | Grand Guerrier                                                      |
| One Man, nine animals,                                              | Huang Yong Ping                                      | Dans l'enceinte du château, derrière le musée des Beaux-Arts                                  | Retirée de novembre 2022 à décembre 2024, pendant les travaux de réaménagement du château. | 2007         | 49° 11′ 09″ nord, 0° 21′ 40″ ouest | One Man, nine animals                                               |
| Charlotte Corday                                                    | Claude Quiesse                                       | Dans le cloitre de l'abbaye aux Dames                                                         | Représente une Parque, divinité de la mythologie grecque qui préside à la destinée humaine, que l'artiste a prénommée Charlotte Corday, pensionnaire de l'ancienne abbaye aux Dames. | 2008         | 49° 11′ 12″ nord, 0° 21′ 08″ ouest | Charlotte Corday                                                    |
| Duo de l'herbe                                                      | Cécile Raynal                                        | Dans le cloitre de l'abbaye aux Dames                                                         | Représente un détenu du centre pénitentiaire de Caen et un ami de l'artiste jouant aux échecs. | 2009         | à géolocaliser                     | Duo de l'herbe                                                      |
| La Caravane                                                         | Joep van Lieshout (en)                               | Sur la place Saint-Sauveur                                                                    | | 2013         | 49° 10′ 57″ nord, 0° 22′ 11″ ouest | La Caravane                                                         |
| Buste du lieutenant colonel Ian « Tommy » Harris                    | Vivien Mallock (en)                                  | Dans le jardin du souvenir britannique du Mémorial                                            | Représente Ian Harris (en). | 2014         | 49° 11′ 54″ nord, 0° 23′ 14″ ouest | Buste du lieutenant colonel Ian « Tommy » Harris                    |
| La Grande Ombre,                                                    | Auguste Rodin                                        | Dans l'enceinte du château, près de l'église Saint-Georges                                    | Retirée de novembre 2022 à 2025, pendant les travaux de réaménagement du château. | 2015         | 49° 11′ 09″ nord, 0° 21′ 44″ ouest | La Grande Ombre                                                     |
| Lou                                                                 | Jaume Plensa                                         | Dans l'enceinte du château de Caen, devant le musée des Beaux-Arts                            | Érigé en 2018 dans l'enceinte du château, entre le musée des Beaux-Arts et la porte Saint-Pierre. Sur l'esplanade Jean-Marie Louvel de 2022 à 2025. | 2022         | 49° 10′ 53″ nord, 0° 22′ 18″ ouest | Lou                                                                 |
| Le martyre du chat                                                  | Philippe Geluck                                      | Devant l'entrée du Mémorial, au bord de l'esplanade général Eisenhower                        | Inspirée du martyre de Saint Sébastien. Érigée d'octobre 2021 à février 2022 dans le cadre d'une exposition temporaire sur Le Chat. Elle est acquise par la ville et réinstallée. Inaugurée le 10 novembre 2023. | 2023         | 49° 11′ 53″ nord, 0° 23′ 01″ ouest | Le martyre du chat                                                  |
| Statues équestres de Guillaume le Conquérant et Mathilde de Flandre | Claude Quiesse                                       | Rue Montoir-Poissonnerie (entre l'église Saint-Pierre et le château)                          | Représente Guillaume le Conquérant et Mathilde de Flandre. | 2022         | 49° 11′ 04″ nord, 0° 21′ 40″ ouest | Statues équestres de Guillaume le Conquérant et Mathilde de Flandre |
| Médaillon de Raoul et Robert Douin                                  | André Leblanc et Lemaréchal                          | À gauche du portail du cimetière Saint-Nicolas, à côté de l'église Saint-Nicolas              | Représente Robert Douin. | À déterminer | 49° 11′ 02″ nord, 0° 22′ 32″ ouest | Médaillon de Raoul et Robert Douin                                  |
| Sans titre                                                          | Multiples                                            | Dans le jardin de la Luna Rossa, 6 rue Damozanne                                              | | À déterminer | 49° 10′ 44″ nord, 0° 22′ 47″ ouest | Jardin de la Luna Rossa                                             |
| Le printemps                                                        | À déterminer                                         | Dans le jardin des plantes                                                                    | Don de la ville jumelle Wurtzbourg. | À déterminer | 49° 11′ 22″ nord, 0° 22′ 17″ ouest | Image manquante                                                     |
| L'été                                                               | À déterminer                                         | Dans le jardin des plantes                                                                    | Don de la ville jumelle Wurtzbourg. | À déterminer | 49° 11′ 22″ nord, 0° 22′ 17″ ouest | Image manquante                                                     |
| L'automne                                                           | À déterminer                                         | Dans le jardin des plantes                                                                    | Don de la ville jumelle Wurtzbourg. | À déterminer | 49° 11′ 22″ nord, 0° 22′ 17″ ouest | Image manquante                                                     |
| L'hiver                                                             | À déterminer                                         | Dans le jardin des plantes                                                                    | Don de la ville jumelle Wurtzbourg. | À déterminer | 49° 11′ 22″ nord, 0° 22′ 17″ ouest | Image manquante                                                     |
| Le métier et la joie                                                | Jacques Bertoux et Charles Gianferrari               | Rue de la Délivrande, no 130, à l'entrée du lycée Laplace                                     | | À déterminer | à géolocaliser                     | Le métier et la joie                                                |
| Statue de Saint Martin                                              | Jean-Claude Lecouflet                                | Devant l'entrée de l'hôpital privé Saint Martin, 18 rue des Roquemonts                        | Représente Martin de Tours. | À déterminer | 49° 11′ 51″ nord, 0° 22′ 52″ ouest | Statue de Saint Martin                                              |
| L'oiseau                                                            | Claude Yaux (d'après un dessin d'Yvonne Guégan)      | Lac de la colline aux Oiseaux                                                                 | Réalisé en 2017. Donation de la part de Jocelyne Malher (Les amis d'Yvonne Guégan). Inauguré le 6 juillet 2019 à l'occasion des 25 ans du parc. Œuvre installée sur une structure flottante et pouvant changer de direction avec le vent. | 2019         | 49° 11′ 48″ nord, 0° 23′ 16″ ouest | L'oiseau                                                            |
| Enfants dénicheurs                                                  | Auguste Jean Baptiste Lechesne                       | Dans le Mémorial                                                                              | | À déterminer | à géolocaliser                     | Enfants dénicheurs                                                  |
| Enfants dénicheurs mordus par des serpents                          | Auguste Jean Baptiste Lechesne                       | Dans l'ancienne porterie de l'abbaye aux Hommes                                               | Présenté dans le cadre de l'exposition Un été 44, la vie continue. | À déterminer | à géolocaliser                     | Enfants dénicheurs mordus par des serpents                          |
| Buste d'Augustin Fresnel                                            | Pierre-Jean David d'Angers                           | Dans l'abbaye aux Hommes                                                                      | Représente Augustin Fresnel. Installé en 1845 dans le hall du palais des facultés. Endommagé par les bombardements de 1944. Présenté dans le cadre de l'exposition Un été 44, la vie continue. | À déterminer | à géolocaliser                     | Buste d'Augustin Fresnel                                            |

### Monuments pour une bataille ou un évènement
| Œuvre                         | Auteur                                  | Localisation                         | Notes | Installation | Coordonnées                        | Illustration                  |
| ----------------------------- | --------------------------------------- | ------------------------------------ | --- | ------------ | ---------------------------------- | ----------------------------- |
| Obélisque au duc de Berry     | Romain Harou Louis Petitot (bas-relief) | Sur la place Monseigneur-des-Hameaux | Les deux plaques en bronze sont retirées et fondues sous le régime de Vichy, dans le cadre de la mobilisation des métaux non ferreux. | 1829         | 49° 10′ 56″ nord, 0° 22′ 25″ ouest | Obélisque du Duc de Berry     |
| Monument au général de Gaulle | À déterminer                            | Sur la place Gambetta                | Représente Charles de Gaulle. | À déterminer | 49° 10′ 47″ nord, 0° 21′ 52″ ouest | Monument au général de Gaulle |

### Fontaines
| Œuvre                        | Auteur           | Localisation                                       | Notes                                           | Installation | Coordonnées                        | Illustration                                        |
| ---------------------------- | ---------------- | -------------------------------------------------- | ----------------------------------------------- | ------------ | ---------------------------------- | --------------------------------------------------- |
| Fontaine (puits de Fontette) | À déterminer     | 3 place Fontette                                   | Inscrit MH (1927)                               | 1761         | 49° 10′ 54″ nord, 0° 22′ 14″ ouest | Ancienne Fontaine et balustres XVIIIème siècle ISMH |
| Fontaine                     | Pierre Székely   | Boulevard Maréchal-Leclerc                         | Installée en 1975 de l'autre côté du boulevard. | 2019         | 49° 10′ 58″ nord, 0° 21′ 42″ ouest | Fontaine                                            |
| Bassin-fontaine              | À déterminer     | Au centre de la roseraie de la colline aux Oiseaux |                                                 | À déterminer | 49° 11′ 52″ nord, 0° 23′ 37″ ouest | Bassin-fontaine                                     |
| Les Pêcheurs de Lune         | Laurent Depierre | Sur la place de Wurzburg                           |                                                 | 1994         | 49° 12′ 07″ nord, 0° 22′ 45″ ouest | Fontaine                                            |

### Autres œuvres
| Œuvre                       | Auteur     | Localisation                 | Notes                                                                     | Installation | Coordonnées                        | Illustration               |
| --------------------------- | ---------- | ---------------------------- | ------------------------------------------------------------------------- | ------------ | ---------------------------------- | -------------------------- |
| Arc-en-ciel éclaté          | Sara Holt  | Dans le jardin des plantes   |                                                                           | 1982         | 49° 11′ 24″ nord, 0° 22′ 24″ ouest | Arc-en-ciel éclaté         |
| Modified Social Benches #7, | Jeppe Hein | Dans le parc Michel-d'Ornano | Trois bancs installés dans les allées du parc par le FRAC Basse-Normandie | 2009         | 49° 11′ 19″ nord, 0° 20′ 50″ ouest | Modified Social Benches #7 |
| Modified Social Benches E,  | Jeppe Hein | Dans le parc Michel-d'Ornano |                                                                           | 2009         | 49° 11′ 16″ nord, 0° 21′ 01″ ouest | Image manquante            |
| Modified Social Benches H,  | Jeppe Hein | Dans le parc Michel-d'Ornano |                                                                           | 2009         | à géolocaliser                     | Image manquante            |

## Liste des œuvres disparues ou retirées

### Sculptures
| Œuvre                                  | Auteur                         | Localisation                                                                  | Notes | Installation | Coordonnées                        | Illustration |
| -------------------------------------- | ------------------------------ | ----------------------------------------------------------------------------- | --- | ------------ | ---------------------------------- | --- |
| Statue de Louis XIV,                   | Jean Postel                    | Sur la place de la République, anciennement place Royale                      | Statue en pierre représentant Louis XIV. Déboulonnée par les révolutionnaires dans la nuit du 3 au 4 juillet 1791 et détruite. La statue réalisée par Louis Petitot est érigée le 24 avril 1828 pour la remplacer. Celle-ci est déplacée en septembre 1882.                                                                     | 1685         | 49° 10′ 53″ nord, 0° 21′ 49″ ouest | Première statue de Louis XIV (1685-1791) |
| Monument à Charles-Nicolas Desmoueux   | À déterminer                   | Dans le jardin des plantes                                                    | Représentait Charles-Nicolas Desmoueux. | 1802         | à géolocaliser                     | Image manquante |
| Statue de François de Malherbe         | Antoine Laurent Dantan         | Dans la cour du palais des facultés                                           | Représentait François de Malherbe. Fondue sous le régime de Vichy, dans le cadre de la mobilisation des métaux non ferreux. | 1847         | à géolocaliser                     | Statue de François de Malherbe |
| Statue de Pierre-Simon de Laplace,     | Jean-Auguste Barre             | Dans la cour du palais des facultés                                           | Représentait Pierre-Simon de Laplace. Fondue sous le régime de Vichy, dans le cadre de la mobilisation des métaux non ferreux. | 1847         | à géolocaliser                     | Statue de Pierre-Simon de Laplace« Monument au marquis de Laplace à Caen », sur À nos grands hommes,« Monument au marquis de Laplace à Caen », sur e-monumen |
| L'Amour domptant les bêtes féroces,    | Auguste Jean Baptiste Lechesne | Dans le jardin des plantes                                                    | Progressivement endommagée par les intempéries, elle est détruite en 1880. | 1859         | à géolocaliser                     | L'Amour domptant les bêtes féroces« L'Amour domptant les bêtes féroces à Caen », sur À nos grands hommes,« Les œuvres du sculpteur Auguste Lechesne au jardin des plantes et à l'hôtel de ville de Caen », Bulletin de la Société des beaux-arts de Caen, vol. 6,‎ 1879, p. 29-36 (lire en ligne) |
| Combat et frayeur                      | Auguste Jean Baptiste Lechesne | Dans la cour de l'ancien musée des Beaux-Arts (ancien séminaire des Eudistes) | Réalisée en ciment de Dreux, l’œuvre est progressivement endommagée par les intempéries. | À déterminer | à géolocaliser                     | Combat et frayeur |
| Victoire et reconnaissance             | Auguste Jean Baptiste Lechesne | Dans la cour de l'ancien musée des Beaux-Arts (ancien séminaire des Eudistes) | Réalisée en ciment de Dreux, l’œuvre est progressivement endommagée par les intempéries. | À déterminer | à géolocaliser                     | Victoire et reconnaissance |
| Statue de Malherbe en Homère           | À déterminer                   | Dans le jardin des plantes                                                    | Représentait François de Malherbe. | À déterminer | à géolocaliser                     | Image manquante |
| Statue de Léonce Élie de Beaumont,     | Louis Rochet                   | Sur la place Saint-Sauveur                                                    | Représentait Léonce Élie de Beaumont. Fondue sous le régime de Vichy, dans le cadre de la mobilisation des métaux non ferreux. | 1876         | 49° 10′ 58″ nord, 0° 22′ 08″ ouest | Statue de Léonce Élie de Beaumont |
| Statue de Daniel-François-Esprit Auber | Eugène Delaplanche             | Dans le square de la place de la République                                   | Représentant Daniel-François-Esprit Auber, elle est inaugurée en 1883. Mais elle n'est installée sur la place qu'en avril 1884. Retirée en 1905, elle est transférée dans le foyer du théâtre. Le monument à Demolombe est installé à son emplacement. Elle est détruite par l'incendie du théâtre lors de la bataille de Caen. | 1884         | à géolocaliser                     | Statue de Daniel-François-Esprit Auber« Statue de Daniel Auber à Caen », sur À nos grands hommes |
| Buste de Charles Lemaître,             | Charles Lemarquier             | Dans le jardin des plantes                                                    | Représentait Charles Lemaître. Fondu sous le régime de Vichy, dans le cadre de la mobilisation des métaux non ferreux. Le piédestal est resté vide. | 1932         | à géolocaliser                     | Image manquante |
| Monument à Gabriel Dupont              | Albert Guérin                  | Dans la cour de l'ancien musée des Beaux-Arts (ancien séminaire des Eudistes) | La décision est prise en 1924, mais l'association des anciens élèves du Conservatoire qui mène le problème rencontre des problèmes de financement. L'inauguration officielle, prévue le 17-18 juin 1933, est annulée. Le monument, qui représentait Gabriel Dupont, est détruit par les bombardements de 1944.                  | 1933         | à géolocaliser                     | Monument à Gabriel Dupont« Monument à Gabriel Dupont à Caen », sur À nos grands hommes |
| La Normandie maritime                  | Emmanuel Auricoste             | Sur la façade de la gare                                                      | Détruite pendant l'Occupation. | 1936         | 49° 10′ 35″ nord, 0° 20′ 50″ ouest | Image manquante |
| La Normandie agricole                  | Louis Dideron                  | Sur la façade de la gare                                                      | Également appelée La Normandie des champs. Détruite pendant l'Occupation. | 1936         | 49° 10′ 35″ nord, 0° 20′ 53″ ouest | Image manquante |
| Sans titre                             | Damien Cabanes                 | Dans l'enceinte du château, près du musée des Beaux-Arts                      | Retirée en 2013. | 1993         | 49° 11′ 10″ nord, 0° 21′ 42″ ouest | Sans titre par Damien Cabanes |
| Geste de Résistance                    | Alain Kirili                   | Dans l'enceinte du château, près du musée des Beaux-Arts                      | Retirée en 2016. | 2011         | à géolocaliser                     | Image manquante |
| Unconditional Surrender                | John Seward Johnson II         | Sur l'esplanade général Eisenhower, devant l'entrée du Mémorial               | Également appelée The Kiss. Retirée en 2016. | 2014         | à géolocaliser                     | Unconditional Surrender |
| Sphère coupée 1400-1000                | Marta Pan                      | Dans l'enceinte du château, à l'entrée du musée des Beaux-Arts                | Retirée en novembre 2022 dans le cadre des travaux de réaménagement du château. Doit être réinstallée en 2025. | 2010         | 49° 11′ 10″ nord, 0° 21′ 42″ ouest | Image manquante |
| Un angle deux vue pour trois arcs      | François Morellet              | Dans l'enceinte du château, sur la façade du musée des Beaux-Arts             | Retirée en novembre 2022 dans le cadre des travaux de réaménagement du château. Doit être réinstallée en 2025. | 2015         | 49° 11′ 10″ nord, 0° 21′ 42″ ouest | Image manquante |
| Ceiling Light                          | Jaakko Pernu (fi)              | Dans l'enceinte du château, près de l'église Saint-Georges                    | Retirée en novembre 2022 dans le cadre des travaux de réaménagement du château. Doit être réinstallée en 2025. | 2016         | 49° 11′ 10″ nord, 0° 21′ 45″ ouest | Image manquante |

### Monument aux morts
| Œuvre                                                    | Auteur                                                | Localisation | Notes | Installation | Coordonnées                        | Illustration                                             |
| -------------------------------------------------------- | ----------------------------------------------------- | --- | --- | ------------ | ---------------------------------- | -------------------------------------------------------- |
| Monument des Mobiles du Calvados                         | Architecte Auguste Nicolas et sculpteur Arthur Le Duc | Place du 36e Régiment-d'Infanterie (entre la caserne Hamelin et le quai de Juillet)                                                                                             | Monument à la mémoire des soldats du Calvados tués pendant la guerre de 1870 se composant d'une statue d’un mobile et de trois bas-reliefs illustrant des hauts faits de mobiles, le tout surmonté d'une colonne couronnée par un griffon. Détruit par les bombardements de 1944. Les trois bas-reliefs ont été transférés en 1976 dans le carré du Souvenir français dans le cimetière Nord-Est. | 1889         | 49° 10′ 39″ nord, 0° 21′ 18″ ouest | Monument des Mobiles                                     |
| Monument aux morts de 14-18 du 36e Régiment d'infanterie | Robert Douin                                          | Dans l'enceinte du château, près de la salle de l'Échiquier et de la caserne Lefebvre. Une partie du monument a été remontée le long du rempart au nord de la porte des Champs. | Détruit par les bombardements de 1944. | 1938         | 49° 11′ 12″ nord, 0° 21′ 48″ ouest | Monument aux morts de 14-18 du 36e Régiment d'infanterie |

### Fontaines
| Œuvre                        | Auteur                      | Localisation                                                                       | Notes | Installation | Coordonnées                        | Illustration |
| ---------------------------- | --------------------------- | ---------------------------------------------------------------------------------- | --- | ------------ | ---------------------------------- | --- |
| Fontaine de la rue Gémare,   | À déterminer                | Sur la façade du 2 rue Gémare (numérotation en 1944)                               | Bâtiment endommagé lors de la bataille de Caen, la fontaine est démontée pierre par pierre | 1767-1768    | 49° 11′ 04″ nord, 0° 21′ 52″ ouest | Image manquante |
| Fontaine du service des eaux | À déterminer                | Sur la façade du 9 rue Gémare (numérotation en 1944)                               | Bâtiment détruit lors de la bataille de Caen. La fontaine était surmontée d'une statue en fonte représentant la ville de Caen | 1859         | 49° 11′ 04″ nord, 0° 21′ 52″ ouest | Image manquante |
| Fontaine des Trois Grâces,   | Copie d'après Germain Pilon | Boulevard Saint-Pierre, renommé boulevard Maréchal-Leclerc par la suite            | Érigée en 1853 sur la place Saint-Pierre (devenue par la suite square Saint-Pierre). Retirée en 1861. Vendue en 1934 à Georges Lesage pour l'installer à Langrune-sur-Mer, dans le parc de son château de Tournebu, devenu par la suite[Quand ?] la mairie. | 1862         | à géolocaliser                     | Fontaine des Trois Grâces« Fontaine des Trois Grâces à Langrune-sur-Mer », sur À nos grands hommes,« Fontaine des Trois Grâces à Langrune-sur-Mer », sur e-monumen |
| Fontaine de la Mutualité     | À déterminer                | Sur une partie du quai de Juillet, renommée place de la Mutualité pour l'occasion. | La fontaine est construite pour soutenir le mouvement mutualiste. Elle est surmontée d'une statue représentant une ruche. Elle est détruite par les bombardements de 1944.                                                                                  | 1907         | à géolocaliser                     | Fontaine de la Mutualité« Fontaine de la Mutualité à Caen », sur À nos grands hommes                                                                               |
| Bassin-fontaine              | À déterminer                | Dans le square Saint-Pierre                                                        | Retiré[Quand ?]. | 1861         | à géolocaliser                     | Image manquante |
| Bassin-fontaine              | À déterminer                | Sur la place de la République                                                      | Retiré en 1974. | 1961         | 49° 10′ 53″ nord, 0° 21′ 47″ ouest | Image manquante |
| Fontaine                     | Gérard Mannoni              | Sur la place de la République                                                      | Retirée lors du réaménagement de la place en 2018-2019. | 1975         | 49° 10′ 53″ nord, 0° 21′ 48″ ouest | Fontaine |